# 348034 Deslorieux
348034 Deslorieux este o planetă minoră (asteroid) din centura de asteroizi. A fost descoperită pe 24 octombrie 2003 la Le Creusot de Jean-Claude Merlin⁠(d). 
Obiectul prezintă o orbită caracterizată de o semiaxă mare de 2,6812697705028 UAi, o excentricitate de 0,24, o înclinație de 14,9 ° în raport cu ecliptica.